# UFC Fight Night: Lewis vs. Hunt
UFC Fight Night: Lewis vs. Hunt, noto anche come UFC Fight Night 110, è stato un evento di arti marziali miste tenuto dalla Ultimate Fighting Championship l'11 giugno 2017 alla Spark Arena di Auckland, in Nuova Zelanda.

## Risultati
|                                   | Divisione             |                       |                 |                        | Metodo                                      | Round           | Tempo           | Premio          |
| Card Principale                   | Card Principale       | Card Principale       | Card Principale | Card Principale        | Card Principale                             | Card Principale | Card Principale | Card Principale |
| --------------------------------- | --------------------- | --------------------- | --------------- | ---------------------- | ------------------------------------------- | --------------- | --------------- | --------------- |
|                                   | Pesi massimi          | Mark Hunt             | batte           | Derrick Lewis          | KO tecnico (pugni)                          | 4               | 3:51            | FOTN            |
|                                   | Pesi medi             | Derek Brunson         | batte           | Daniel Kelly           | KO (pugno)                                  | 1               | 1:16            |                 |
|                                   | Pesi leggeri          | Dan Hooker            | batte           | Ross Pearson           | KO (pugno)                                  | 2               | 3:02            | POTN            |
|                                   | Pesi mediomassimi     | Ion Cuțelaba          | batte           | Luís Henrique da Silva | KO (pugni)                                  | 1               | 0:22            |                 |
|                                   | Pesi mosca            | Ben Nguyen            | batte           | Tim Elliott            | Sottomissione (rear-naked choke)            | 1               | 0:49            | POTN            |
|                                   | Pesi piuma            | Alexander Volkanovski | batte           | Mizuto Hirota          | Decisione unanime (30-27, 30-27, 30-27)     | 3               | 5:00            |                 |
| Card Preliminare (Fox Sports 1)   |                       |                       |                 |                        |                                             |                 |                 |                 |
|                                   | Pesi leggeri          | Vinc Pichel           | batte           | Damien Brown           | KO (pugno)                                  | 1               | 3:37            |                 |
|                                   | Pesi welter           | Luke Jumeau           | batte           | Dominique Steele       | Decisione unanime (29-28, 29-28, 29-28)     | 3               | 5:00            |                 |
|                                   | Pesi mosca            | John Moraga           | batte           | Ashkan Mokhtarian      | Decisione unanime (30-25, 30-27, 30-27)     | 3               | 5:00            |                 |
|                                   | Pesi welter           | Zak Ottow             | batte           | Kiichi Kunimoto        | Decisione non unanime (29-28, 28-29, 29-28) | 3               | 5:00            |                 |
| Card Preliminare (UFC Fight Pass) |                       |                       |                 |                        |                                             |                 |                 |                 |
|                                   | Catchweight (53,5 kg) | JJ Aldrich            | batte           | Jeon Chan-mi           | Decisione unanime (30-27, 30-27, 30-27)     | 3               | 5:00            |                 |

## Premi
I lottatori premiati ricevettero un bonus di 50.000 dollari.
Legenda:
- FOTN: Fight of the Night (vengono premiati entrambi gli atleti per il miglior incontro dell'evento)
- POTN: Performance of the Night (viene premiato il vincitore per la migliore performance dell'evento)